# Pamukcii, Stara Zagora
Pamukcii (în bulgară Памукчии) este un sat în comuna Stara Zagora, regiunea Stara Zagora,  Bulgaria. 

## Demografie
Componența etnică a satului Pamukcii
     Romi (37,03%)
     Bulgari (59,93%)
     Nicio identificare (3,03%)
     Turci (0%)
La recensământul din 2011, populația satului Pamukcii era de 297 locuitori. Din punct de vedere etnic, majoritatea locuitorilor (59,93%) erau bulgari, cu o minoritate de romi (37,03%). Pentru 3,03% din locuitori nu este cunoscută apartenența etnică.